# Держипільський Ростислав Любомирович
Держипільський Ростислав Любомирович (нар. 7 жовтня 1975, Косів, Івано-Франківська область) — український театральний режисер і актор, народний артист України, директор-художній керівник Івано-Франківського академічного обласного музично-драматичного театру ім. Івана Франка.
Ростислава Держипільського знають як режисера-новатора, здатного синтезувати театр, заснований на національних традиціях та новітніх засобах вираження. Вистави Р. Держипільського завжди викликають резонанс у колі професійної театральної критики.[джерело?]
Серед основних векторів творчої та адміністративної діяльності Ростислава Держипільського: пильна увага до репертуарної політики Франківського драмтеатру, активне оновлення афіші поточного репертуару, орієнтація на найкращі зразки як класичної, так і сучасної української та європейської драматургії, запрошення до співпраці відомих українських режисерів, кадрова реформа у театрі (залучення до співпраці кваліфікованих спеціалістів різних профілів). Саме за період керівництва Ростислава Держипільського Франківський обласний музично-драматичний театр ім. Івана Франка отримав статус «академічного». [джерело?]
З приходом Ростислава Держипільського Франківський драмтеатр відновлює активне фестивальне та гастрольне життя. Уперше за всю історію театру колектив здійснює гастролі за океаном. З виставою «Солодка Даруся» було відвідано 5 міст США (Нью-Йорк, Нью-Джерсі, Філадельфія, Клівленд, Чикаго) та 3 міста Канади (Оттава, Монреаль, Торонто). Театр активно гастролює містами Європи. [джерело?]

## Життєпис
Народився в родині вчителів. 1981—1992 — здобував середню освіту у Косівській середній школі № 1, яку закінчив із золотою медаллю.
1992—1998 — навчався у Львівському національному університеті ім. Івана Франка, закінчив історичний факультет.
1994—1998 — навчався у Львівському вищому державному музичному інституті ім. Миколи Лисенка на акторському відділенні (клас Богдана Козака), яке закінчив з кваліфікацією «актор драми і кіно».
1998—2000 — актор драми у Івано-Франківському обласному музично-драматичному театрі ім. Івана Франка. Засновник (2000) і соліст гурту «Ґалілео Ґалілей», що став лауреатом фестивалю «Брати блюзу — Різдво–2000» (м. Калуш Івано-Франківська область), Всеукраїнських фестивалів «Червона рута» та «Перлини сезону» (обидва — Київ, 2001).
З жовтня 2000 р. по вересень 2001 р. — викладач театрального мистецтва дитячої школи мистецтв школи-ліцею № 23 Прикарпатського державного університету ім. Василя Стефаника.
З вересня 2001 р. до травня 2003 року — актор драми у Київському театрі «Вільна сцена».
2003—2008 — актор драми у Івано-Франківському облмуздрамтеатрі ім. Івана Франка.
З 2003 р. — викладач акторської майстерності в Інституті мистецтв Прикарпатського національного університету ім. Василя Стефаника.
З 2008 р. — директор Івано-Франківського обласного музично-драматичного театру ім. Івана Франка. Протягом перших двох років його керування театр поставив 16 нових вистав (найвідоміші — «Театр», «Солодка Даруся», «Нація»).
З 2011 р. — художній керівник Івано-Франківського обласного музично-драматичного театру ім. Івана Франка.
З 2015 р. — директор Всеукраїнського відкритого фестивалю сценічних мистецтв «Час театру» («Time of Theatre»).
З 2016 р. — генеральний директор Міжнародного фестивалю актуального мистецтва «PORTO FRANKO».
З 2016 р. — Перший заступник Голови Національної спілки театральних діячів України, керівник напряму регіональної політики НСТДУ.

## Ролі в театрі
- «Кайдашева сім'я» І. Нечуй-Левицького — Карпо
- «Маруся Чурай» Л. Костенко — мандрівний дяк
- «Дивна місіс Севідж» Дж. Патріка — Джеф
- «Кришталевий черевичок» Г. Усача — Принц
- «Люсі Краун» Я. Стельмаха — Тоні Краун
- «Галілео Галілей» Б. Брехта — Ґалілео Ґалілей
- «Втеча від реальності»
- «Ігри імператорів» — Калігула
- «Княгиня Ольга»

## Ролі в кіно
- 2002 — Довбуш (короткометражна стрічка «Казка про Довбуша», режисер Володимир Цивінський; спеціальний приз кінофестивалю «Відкрита ніч», Київ, 2003);
- 2016 — Лука «Довбуш» Гринішак («Жива», режисер Тарас Химич);
- 2023 — опришок Правиця, вихователь Івана Довбуша («Довбуш», режисер Олесь Санін).

## Режисерські роботи
- Драма «Солодка Даруся» за М. Матіос (2008 р.) Нагороди та відзнаки: «Краща вистава», «Краща режисура», «Краща чоловіча роль першого плану», «Краща жіноча роль першого плану», «Краще візуальне рішення» (фестиваль «Прем'єри сезону», м. Івано-Франківськ, 2009 р.); «Представлення музичного образу» (фестиваль «Коломийські представлення», Коломия, 2009 р.);«Приз глядацьких симпатій» (фестиваль  «Молоко», Одеса, 2015 р.)
- Музична казка «Золоте курча» (2008 р.)
- Драма «Шлюха» за п'єсою В. Винниченка «Натусь» (2009 р.)
- Драма-реквієм «Нація» за М. Матіос (2010 р.) Нагороди та відзнаки: «Краща вистава», «Краща режисура», «Краща жіноча роль другого плану» (Олеся Пасічняк за роль Юстини) (фестиваль «Прем'єри сезону», м. Івано-Франківськ, 2011 р.); «Краща вистава фестивалю» та «Естетично-переконливе втілення актуальної історико-національної тематики» (міжнародний фестиваль «Мельпомена Таврії 12+1, м. Херсон, 2011»)
- Музична казка «Звичайна горошина» за В. Данилевичем, А. Костинським (2010 р.)
- Трагедія «Ромео і Джульєтта» за В. Шекспіром (2011 р.)
- Трагедія сучасності «Заробітчанки, або Мамо, повернись…» за Н. Семенкович (2011 р.)
- Драма «…майже ніколи не навпаки» за М. Матіос (2012 р.) Нагороди та відзнаки: Премія у галузі театрального мистецтва ім. В.Смоляка у номінації «Сценічна робота» за сценографію  (2013 р.)
- Казка «По щучому велінню» за М. Кропивницьким (2013 р.)
- Драма «Три сестри» за А. Чеховим (2013 р.)
- Казка «Котигорошко» за А. Шияном (2014 р.)
- Романтична оперета «Шаріка, або Кохання січового стрільця», композитор Я. Барнич (2014 р.)
- Феєрія-бурлеск «Енеїда» за І. Котляревським (2014 р.) Нагороди та відзнаки: «Краще пластичне вирішення вистави» («Золоті оплески Буковини», Чернівці, 2015 р.)
- Артпроєкт «Оскар і Рожева Пані» (2015 р.) Нагороди та відзнаки: театральна премія «Дзеркало сцени» (2016 р.), «Київська пектораль» (2016 р.), Переможець національного конкурсу «Благодійна Україна» у номінації «Благодійна акція і проект України» (2016 р.)
- Казка «Усі миші люблять сир» (2016 р.)
- НеоОПЕРА-ЖАХ «HAMLET» за В. Шекспіром у перекладі Ю. Андруховича (2017 р.)
- Притча «ВОНА-ЗЕМЛЯ» за новелами Василя Стефаника (2017 р.)
- Он-лайн провокація «Інтимна зона» за мотивами п'єси Володимира Винниченка «Закон» (2017 р.)

## Звання
- 2007 — Заслужений артист України
- 2009 — Лауреат Премії національної спілки театральних діячів України імені Володимира Блавацького (США-Україна)
- 2009 — Медаль «За заслуги перед Прикарпаттям» Івано-Франківської обласної державної адміністрації і Івано-Франківської обласної ради
- 2013 — Лауреат премії імені Віталія Смоляка в галузі театрального мистецтва
- 2015 — Почесна грамота Кабінету Міністрів України
- 2015 — Народний артист України[2]
- 2019 — Лауреат Шевченківської премії у номінації «Театральне мистецтво» — за вистави «Енеїда» І.Котляревського, «Вона — Земля» В.Стефаника, «HAMLET» В.Шекспіра, «Оскар і Рожева Пані» Е.-Е.Шмітта Івано-Франківського національного академічного драматичного театру імені Івана Франка[3]
- 2020 — Кавалер ордена «За заслуги» III ступеня[4]